# 조지아-오세티야 분쟁 (1918년~1920년)
조지아-오세티야 충돌 (1918~1920년)은 트랜스캅카스 민주주의 연방 공화국과 그 후 멘셰비키-지배의 조지아 민주공화국에 대항한 조지아의 분리 공화국인 현재 남오세티야 지역의 오세트인 거주자들이 참전한 그 지역의 조지아인과 오세티야인 공동체에서 몇 천 명의 목숨을 앗아갔고 아픈 기억들을 남긴 연속적인 봉기를 포함했다. 
짧은 기간 동안이었지만, 조지아의 멘셰비키 정부는 볼셰비키와 소비에트 러시아와 충분히 공감하던 민족적으로 오세트인인 사람들에게 중대한 문제를 안겨줬다. 충돌의 숨은 이유들은 복잡했다. 캅카스에서 가난했던 오세트인 거주 지역의 뒤늦은 토지 개혁과 농토의 침해는 민족 불화와 권력 투쟁과 뒤얽혔다.

## 1917~1918년
차르 러시아의 니콜라이 2세 퇴위의 결과를 가져다 준 1917년 러시아 2월 혁명 이후, 1917년 6월에 오세트인들은 자바에서 오세티야 국가 의회를 구성했고 캅카스의 양측에 오세트인 거주 지역들에서의 자주 통치 기관들의 설립을 주장했다. 그 의회는 이념 차이로 나뉘어 졌고, 곧바로 남오세티야의 러시아 편입을 요구하는 볼셰비키가 우위를 차지하게 되었다.
1918년 2월에 이미, 트필리스-기반 트랜스캅카스 정부에게 세금의 납부를 거부하는 오세트인 소작농들 사이에서 수 많은 불복종 반란들이 있었다. 1918년 3월 5일, 오세트인 소작농들은 반란을 일으켰고 민족적으로 오세트계인 코스타바 카제프가 지휘하는 조지아 국민 경호대가 징벌을 하기 위한 파견대의 공격은 미뤄지고 있었다. 전투는 1818년 반란군에게 기습을 받은 츠한발리의 마을에서 절정에 달했다. 츠한발리의 조지아인 주민들이 대학살당했고 마을을 빼앗겼다. 구긴 경호대는 3월 22일 츠한발리의 통제권을 재탈환했다. 그 봉기는 결국 진압되었고 그 지역에 가혹한 진압 수단이 도입되어, 조지아인과 오세트인의 관점에서 오늘날의 수준과 맞먹는 멘셰비키에 대한 적의를 낳았다. 그 진압은 오세트인들에게 강력한 친-볼셰비키 의향의 길을 열어 주었다.

## 1919년
1919년 10월, 여러 지역에서 멘셰비키에 대항하는 반란이 일어났다. 10월 23일, 로키 지역의 반란군은 소비에트 군사력의 성립을 공언했고 츠킨발리로 전진하기 시작했지만, 패배를 겪었고 소비에트-통제의 테레크 구역으로 후퇴했다.
1919년에는 지역의 지위와 권위를 염려하는 일련의 무익한 토론이 있었다. 오세트인들은 아자리야의 압하지야인과 무슬림 조지아인에게 부여된 권리와 비길만한 자치국의 지위를 요구했다. 그러나, 아무런 최종 결정도 내려지지 않았고 조지아 정부는 남오세티야 국가 회의, 볼셰비키-지배의 조직을 불법화했고. 자치권에 대한 어떠한 용인도 거절했다. 볼셰비키는 긴장감을 충분히 활용했고 오세티야에서 멘셰비키가 영향력을 강화하기가 불가능했다.

## 1920년
1920년, 블라디카프카스에 군사력이 축적한, 러시아 공산당 (볼셰비키)(RCP (b)) 지역위원회의 지원을 받아, 러시아 연방의 오늘날 북오세티야-알라니야 공화국의 수도에서 매우 큰 규모의 봉기가 일어났다. 1920년 7월 모스크바 조약에서 소지아의 영토 보존을 존중하는 확약에도 불구하고, 소비에트 러시아는 조지아가 오세티야에서 그들의 병력을 되부를 것을 요구했다. 5월 8일, 오세트인들은 러시아-조지아 국경에 로키 지역에서 소비에트 공화국을 선언했다. 블라디카프카스에서 온 볼셰비키의 부대는 조지아로 건너가서 자바 구역에서 조지아의 부대를 패배시키기 위해 지역 반란군을 도왔다. 반란이 일어나는 지역들은 사실상 소비에트 러시아에 합병되었다 그러나, 그 당시에 조지아와의 평화를 유지하기 위한 레닌의 바램과 그 결과로 반란군의 군사화 실패로 볼셰비키가 오세티야 분쟁에 개입할 수 없게 했다. 발리코 주겔리 지휘 하의 조지아 국민 경호대는 연속적으로 격전을 벌이는 연속적인 전투에서 폭도들을 무찔러 대단히 난폭한 반란을 진압했다. 몇몇 마을들이 소실됐고 3~7천 명 가량이 반란 때에 목숨을 잃었다. 약 2만 명의 오세트인들이 소비에트 러시아로 피신처를 찾아 떠날 수 밖에 없었다.

## 여파
1921년 많은 오세트인들이 조지아의 독립을 완결시킨 전진하는 붉은 군대에 입대했다. 1922년에, 새롭게 설립된 소비에트 조지아 정부는 오세트인과 조지아-오세트 혼혈인 뿐만아니라, 순수 조지아인 마을도 포함된 남오세티야 자치주의 성립으로 오세트인들의 노고에 보답했고 그 당시 오세트인이 소수였던 츠힌발리를 수도로 정했다.

## 평가
유혈 충돌과 아픈 기억에도 불구하고, 민족간 불화가 훨씬 더 깊고 어쩌면 일측촉발인 조지아의 다른 민족적 분쟁지 압하지야와는 정반대로 소비에트 시대 전체에 걸쳐 조지아인과 오세트인의 관계는 평화로움을 유지했다.
1918~1920년의 충돌과 관련된 1980년대 후반 남오세티야에서의 민족 긴장에 대한 봉기는 충돌에 대한 상반되는 서술과 해석을 다시 표면화했다. 남오세티야인들은 그 사변들을 민족 자결권을 위한 투쟁의 측면으로 여기고 있었고 봉기에 대한 조지아의 반응은 대량 학살이었다고 주장했다. 그들의 번역서에 따르면, 남성 387 명, 여성 172 명, 어린이 110 명이 그 진압 혹은 대학살로 인해 살해당했으며 남성 1,206 명, 여성 1,203 명, 어린이 1,732 명이 전투 중에 목숨을 잃었다고 한다. 또 다른 자료에서는 모든 사상자 수의 총계가 4,182 명 혹은 5,279 명이다. 주장하는 바에 따르면 인구가 줄어든 오세트인 마을들은 두셰티와 카즈베기 구역에서 온 조지아인 이웃들이 차지했다고 한다. 1990년 9월 20일, 남오세티야 자치주의 주민 대표 의회는 그 충돌이 조지아 민주공화국이 저지른 오세트인 대학살이라고 특성을 기술했다. 그것과 유사한 결의안들이 남오세티야와 러시아의 남캅카스의 몇 공화국들에서 만들어졌다.
조지아는 그 규탄을 부정했고 사상자 수 총계는 과장되었다고 여겼다. 전투의 무도함은 부정하지 않았는데 반해, 그들은 그 충돌을 남오세티야가 조지아에서 분리 할 수 있게 용기를 북돋아 주어 조지아를 동요시키려는 러시아의 첫 번째 시도라고 보았고 오세트인들의 츠힌발리 약탈에 대한 조지아의 엄격한 대응과 그 사면에서 볼셰비키의 임무에 대해서 설명했다.

## 참고 문헌
- Cornell, Svante E, Autonomy and Conflict: Ethnoterritoriality and Separatism in the South Caucasus – Case in Georgia. Department of Peace and Conflict Research, Report No. 61. 258 pp. Uppsala. ISBN 91-506-1600-5.
- Lang, David Marshall (1962). A Modern History of Georgia, pp. 234–236. en:London: Weidenfeld and Nicolson.
- (러시아어) Avtandil Menteshashvili (1990), Советская Россия и Oсетинский сепаратизм в Грузии в 1918–1920 годах (Soviet Russia and Ossetian separatism in Georgia in 1918–1920) in: Исторические предпосылки сепаратизма в Грузии (Historic premises of modern separatism in Georgia).
- Avtandil Menteshashvili (1992), An assessment of the 1920 uprising in South Ossetia in: Some national and ethnic problems in Georgia (1918–1922). Tbilisi: Samshoblo.